# Saint-Martin, Meurthe-et-Moselle
Saint-Martin är en kommun i departementet Meurthe-et-Moselle i regionen Grand Est (tidigare regionen Lorraine) i nordöstra Frankrike. Kommunen ligger i kantonen Blâmont som tillhör arrondissementet Lunéville. År 2022 hade Saint-Martin 54 invånare.

## Befolkningsutveckling
Antalet invånare i kommunen Saint-Martin
| Referens: INSEE |